# José Zacarías Tallet
Pour les articles homonymes, voir Tallet.
José Zacarías Tallet, né le 18 octobre 1893 à Matanzas (Cuba) et mort le 21 décembre 1989 à La Havane, est un poète et journaliste cubain.